# Georg Theodor Chiewitz

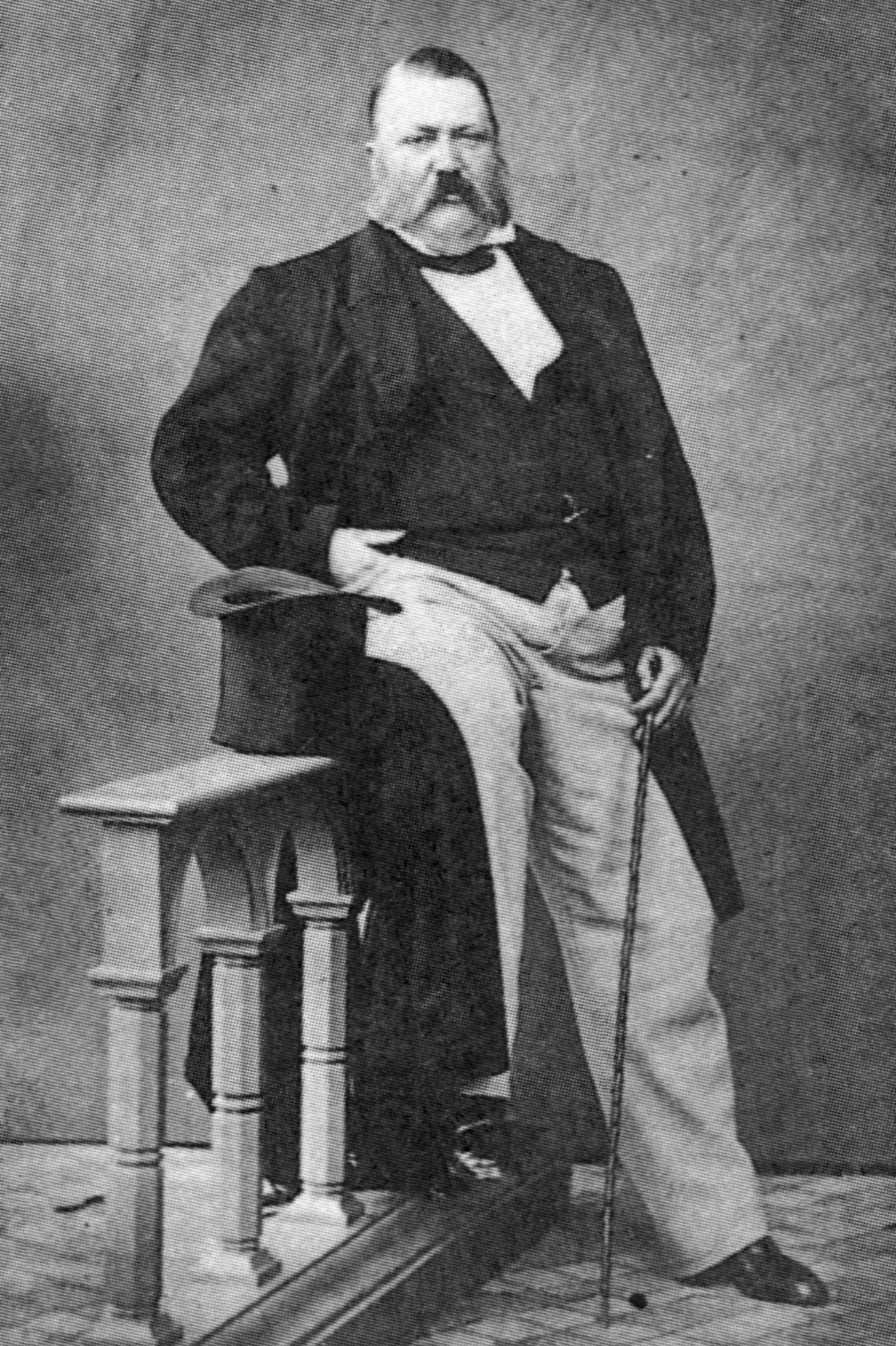
Georg Theodor Chiewitz

Georg Theodor Policron Chiewitz (uttalas tje:vits), född 5 oktober 1815 i Ulrika Eleonora församling, Stockholm, död 28 december 1862 i Åbo, var en arkitekt, civilingenjör och konstnär verksam i Sverige och Storfurstendömet Finland.

## Biografi

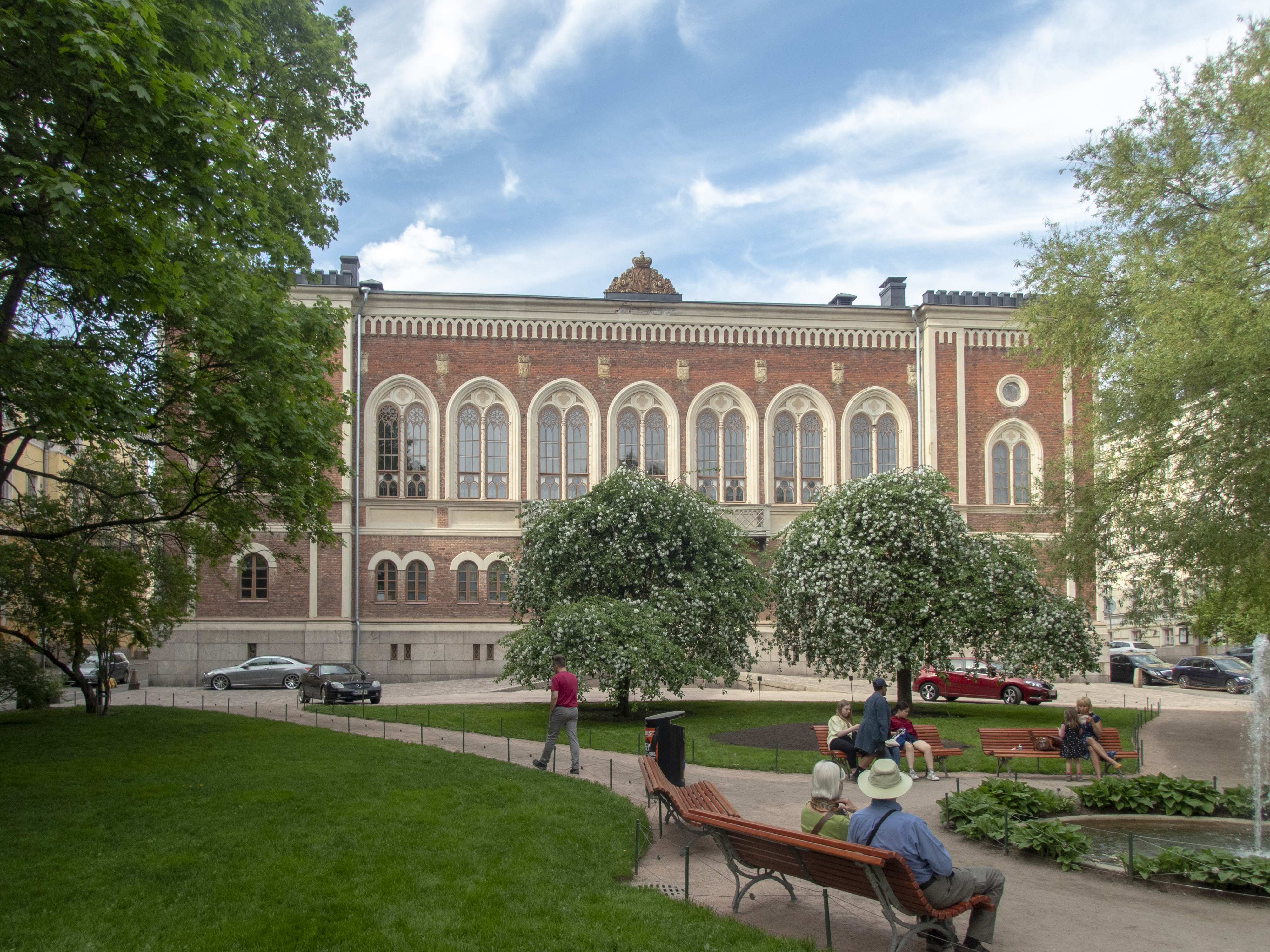
Riddarhuset i Helsingfors, 1862

Han var son till gravören Johan Georg Chiewitz och hans hustru Karin Acrel, sonson till hovmusikern Paul Johansson Chiewitz och brorson till Elis Chiewitz. Han var gift första gången 1842–1855 med Laura Malvina Magnusson och andra gången från 1856 med Wilhelmina Maria Elisabeth af Grubbens.
Efter studier vid Teknologiska institutet i Stockholm 1827–1829 och vid Konstakademiens arkitektskola 1829–1832 var han verksam som bro- och järnvägsbyggare i Sverige. År 1850 lämnade han Sverige för Storfurstendömet Finland efter ekonomiska problem, som slutade i en konkurs. Han hade tillsammans med sin kompanjon Hallström åtagit sig att leverera sliprar till ett järnvägsbygge i Mecklenburg, men detta företaget misslyckades.
I Finland blev han länsarkitekt i Åbo och Björneborgs län, samt Åland från 1852 till sin död 1862, och stadsarkitekt 1860.
I Stockholm ritade han bland annat Folckerska huset vid Brunkebergstorg, den äldre Djurgårdsbron och sommarnöjet Villa Lyran, och i Uppsala Järnbron. Chiewitz var delaktig i grundandet av Stockholms Byggnadsförening.
Chiewitz blev Oscar I:s favoritarkitekt med ansvar för olika projekt i Hagaparken. I Hagaparken anlitades han för bland annat ombyggnaden av Hagaparkens ekonomibyggnad och Övre Haga. Han ritade även gjutjärnskonstruktionen till bron Nätdragande morianer. På Tullgarns slottsområde gestaltade han bland annat Drottning Victorias stall, Kavaljersflygeln och Oscar I:s orangeri.
Sina bästa krafter ägnade han dock åt Finland där han uppförde flera kyrkor, privathus och fabriksbyggnader samt upprättade planerna till städerna Björneborg, Lovisa, Mariehamn och Nystad. Chiewitz kanske förnämsta verk var Finska riddarhuset (1862) i Helsingfors och Nya teatern i samma stad (1860, nedbrunnen 1863, men med åtskilliga förbättringar återuppförd 1866).
Ett av hans mindre verk, som ännu står på sin ursprungliga plats, är ett avträde som han fick i uppdrag att planera enkom för ett besök av tsar Alexander II på Träskända gård i Esbo. Den paviljongliknande byggnaden kallas numera Kejsarens avträde.
Som konstnär målade han akvareller och han medverkade i konstakademiens utställning 1843. Chiewitz är representerad vid Nationalmuseum med en stor akvarell som visar en utsikt över Aten med Akropolis.

## Verk i urval

### Sverige
- Morianbron, Ulriksdals slottspark, Solna (1845)
- Folckerska huset, Stockholm (1848)
- Jernbron, Uppsala (1848)
- Gamla Djurgårdsbron, Stockholm (1849)
- Oscar I:s orangeri, Tullgarns slott (1854)
- Rosendals orangeri, Rosendals slott (1850)

### Finland
- Stadsplan för Björneborg (1852)
- Stadsplan för Mariehamn (1855)
- Stadsplan för Nystad (1856)
- Parken vid Biskop Henriks bönehus, Kumo (1857)
- Centrala Björneborgs kyrka (1859–1863)
- Svenska Teatern, Helsingfors (1860)
- Finlands riddarhus, Helsingfors (1862)
- Lovisa rådhus, Lovisa (1862)
- Lovisa kyrka, Lovisa stad (1862–1865)
- Libelits kyrka (1854-1858)

Verk i urval
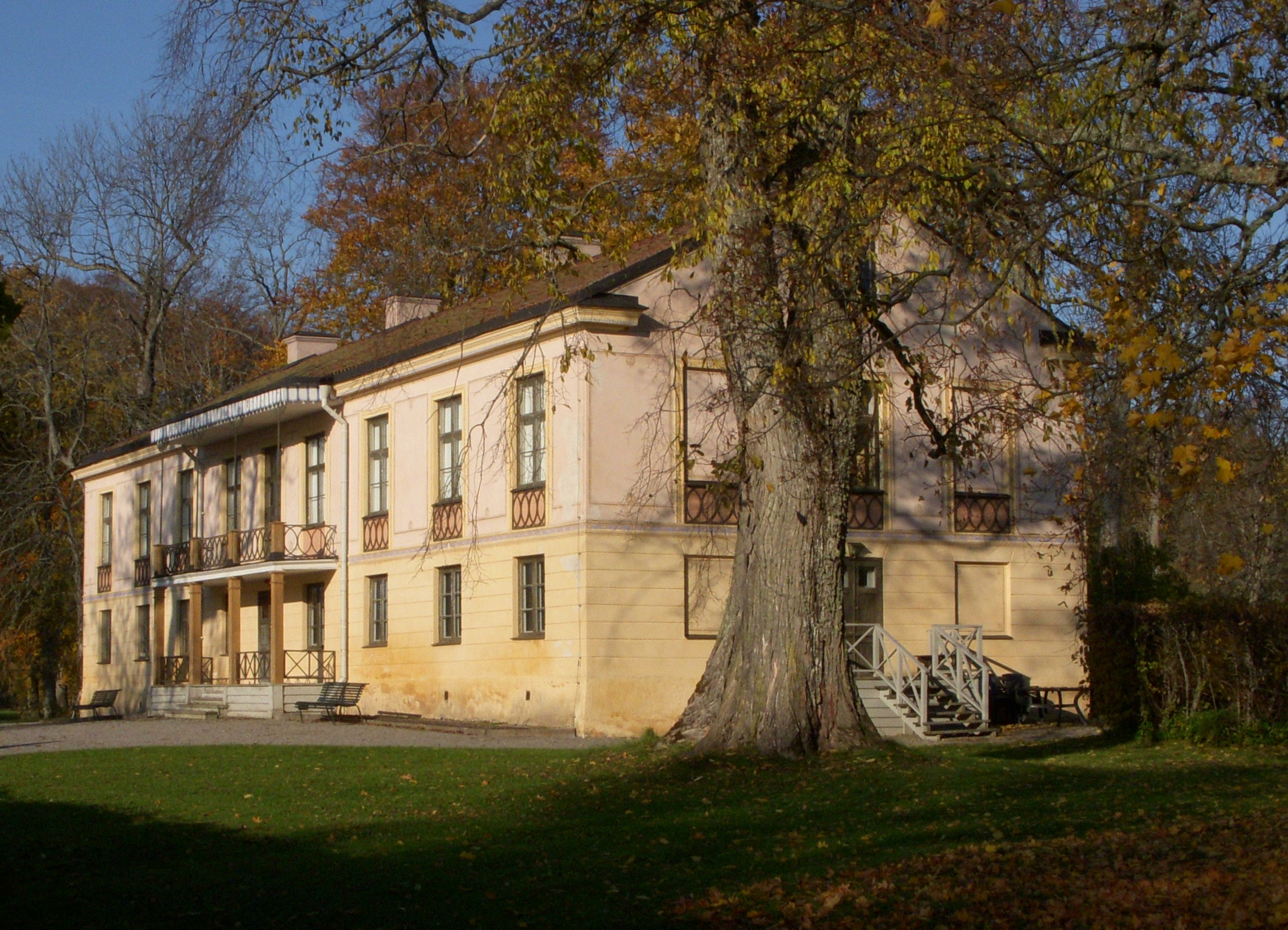
Kavaljersflygeln vid Tullgarn, 1840-talet
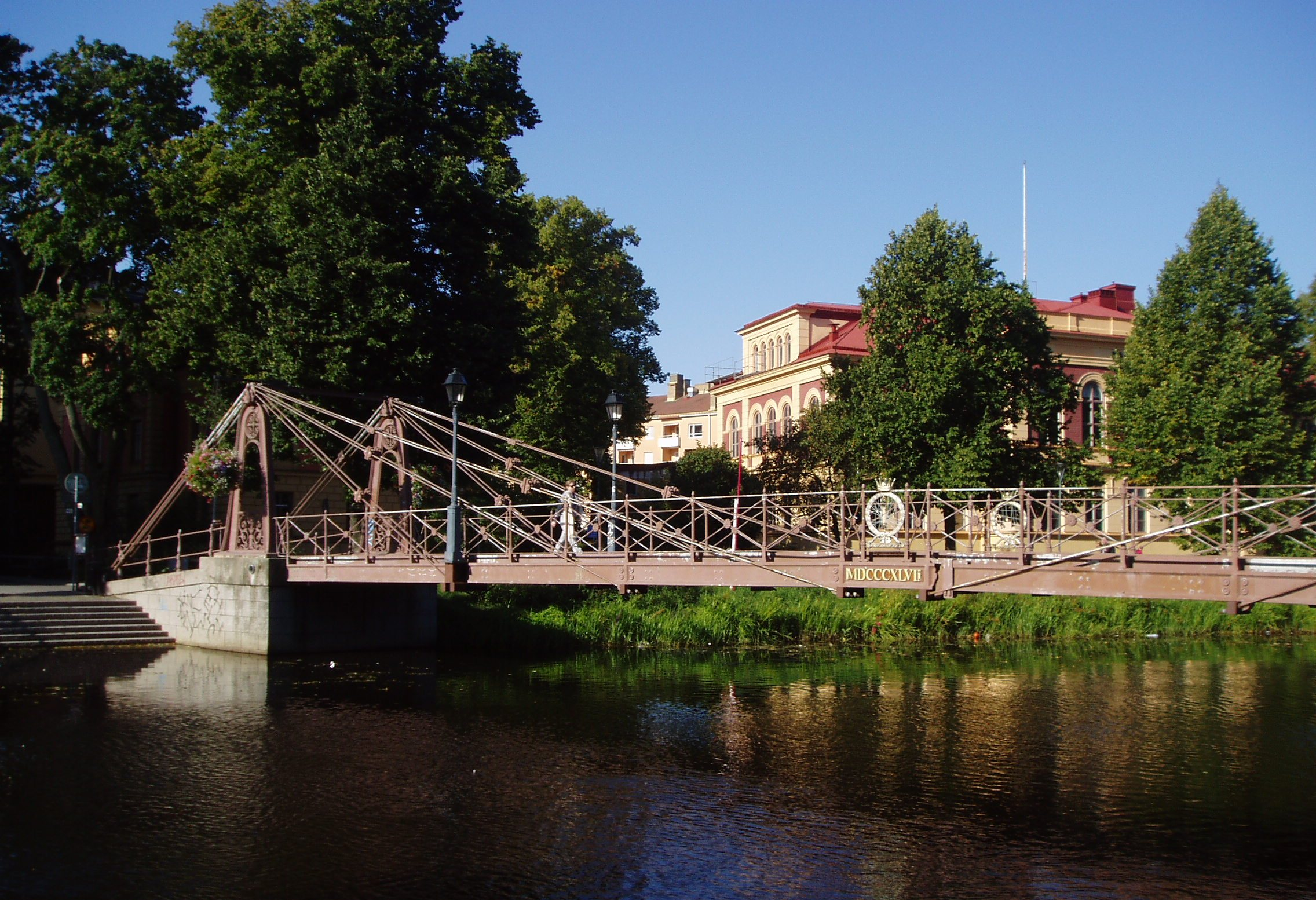
Järnbron i Uppsala, 1848
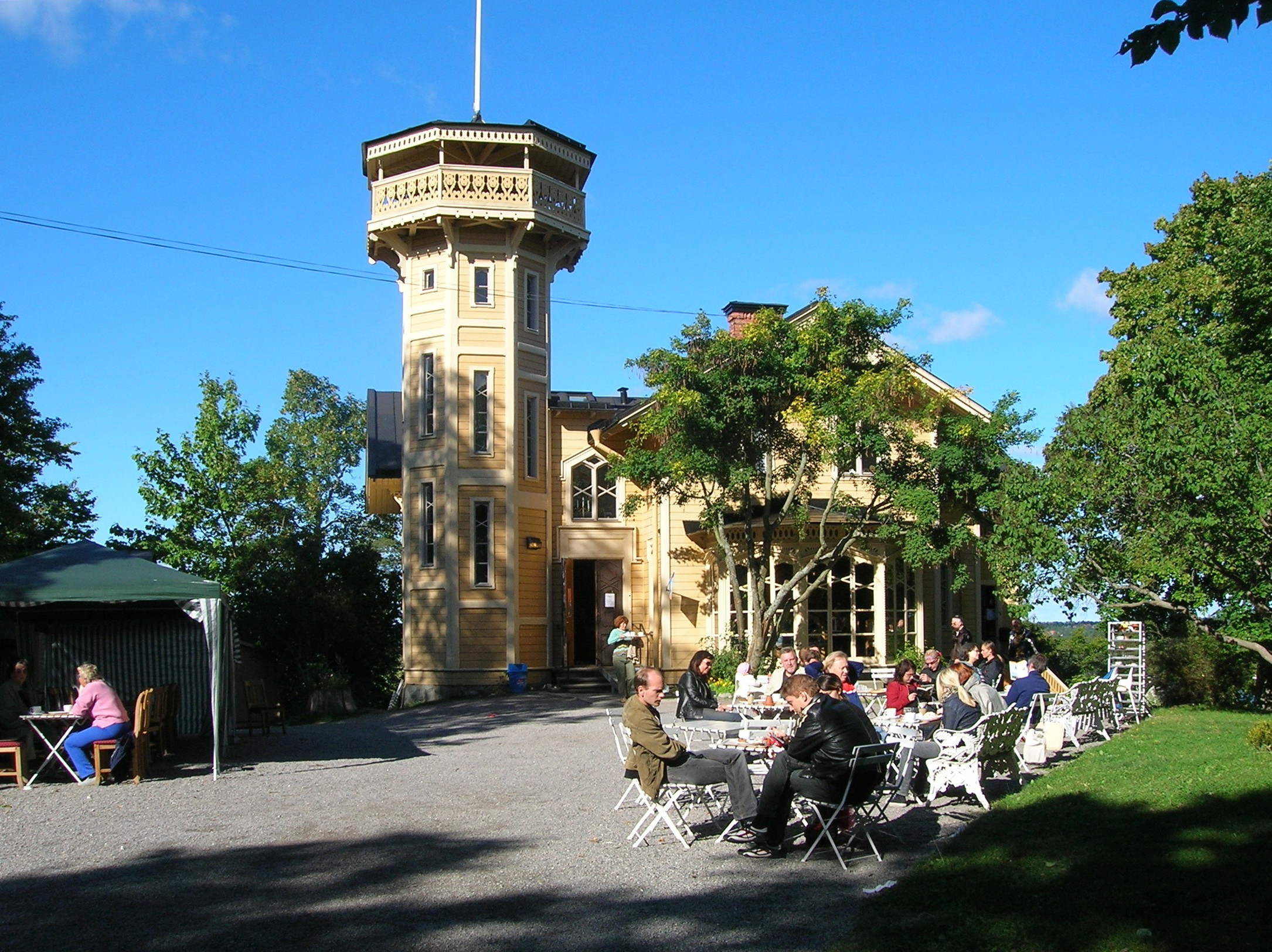
Villa Lyran, efter Chiewitz mönsterritning från 1850
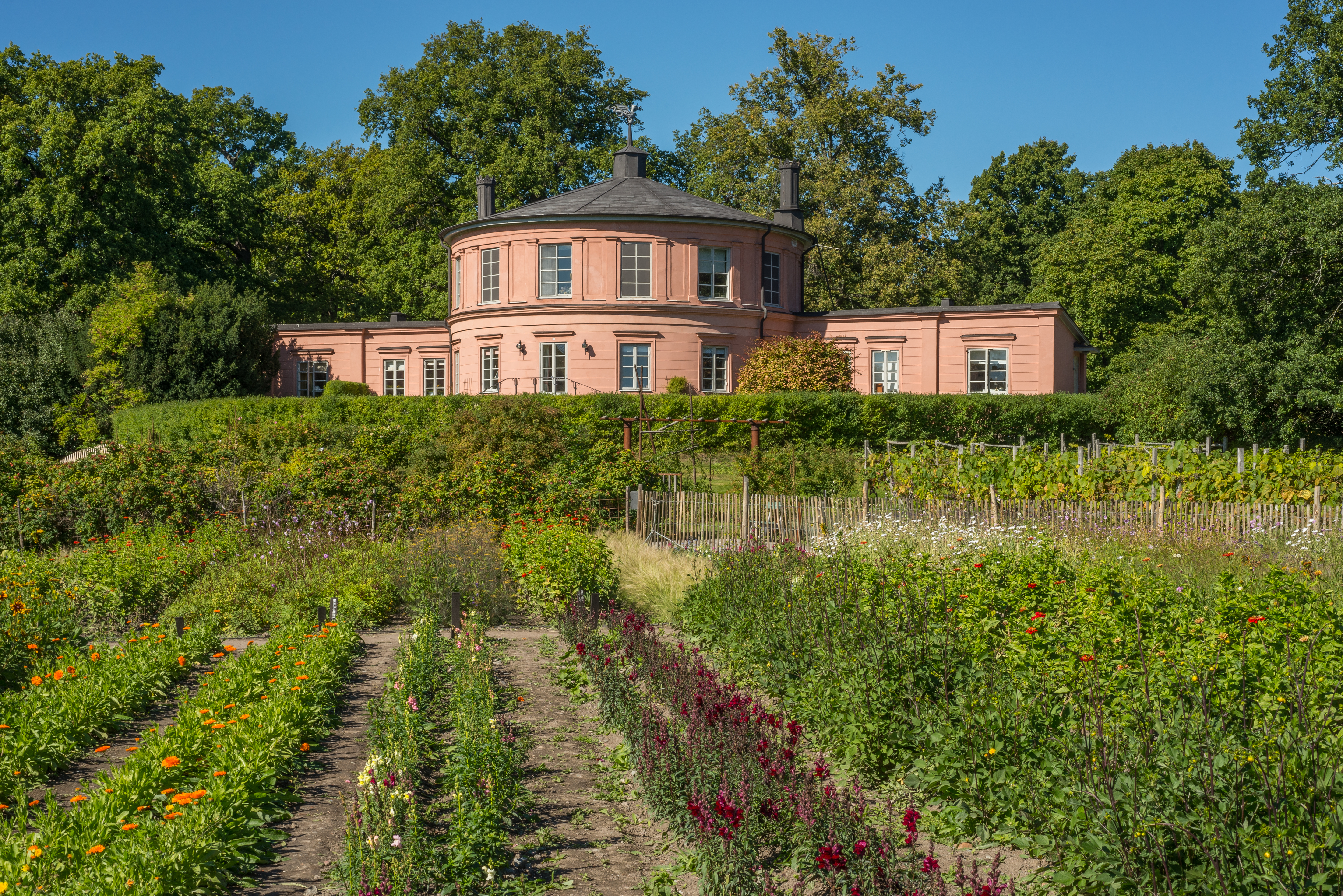
Rosendals orangeri, 1859-1860

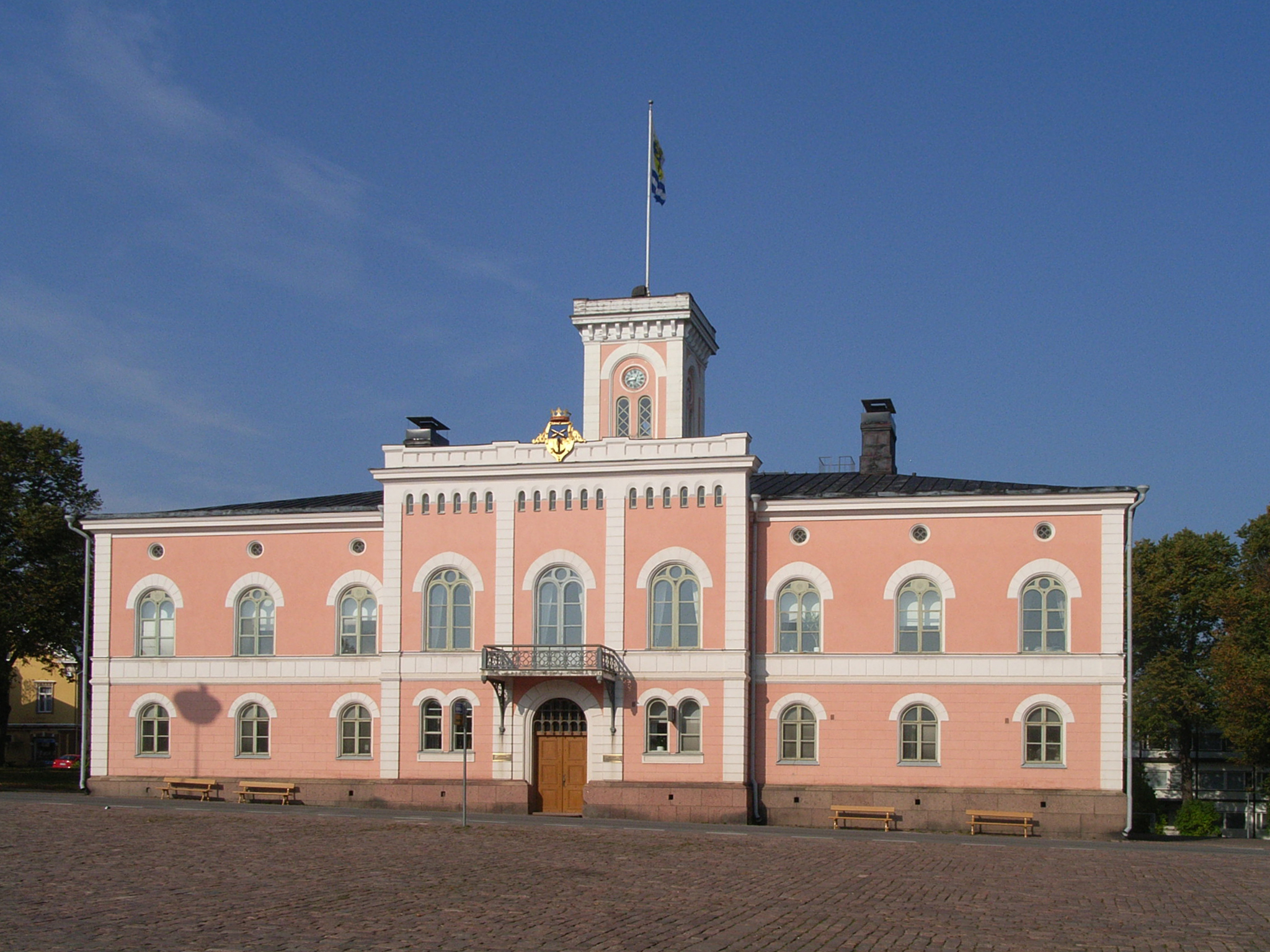
Lovisa rådhus, 1862
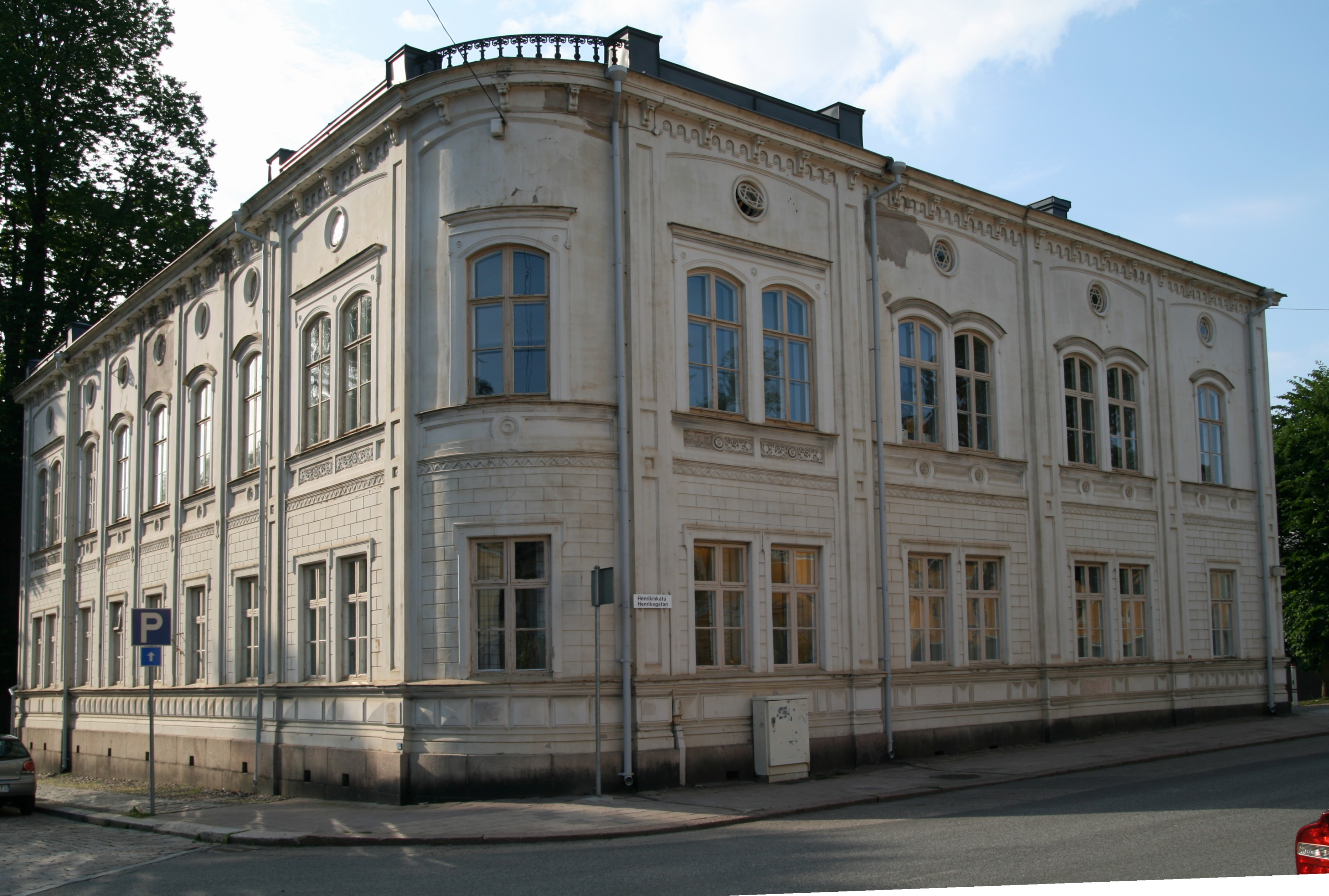
Reuterska huset i Åbo (tillsammans med Frans Wilhelm Lüchow), 1863
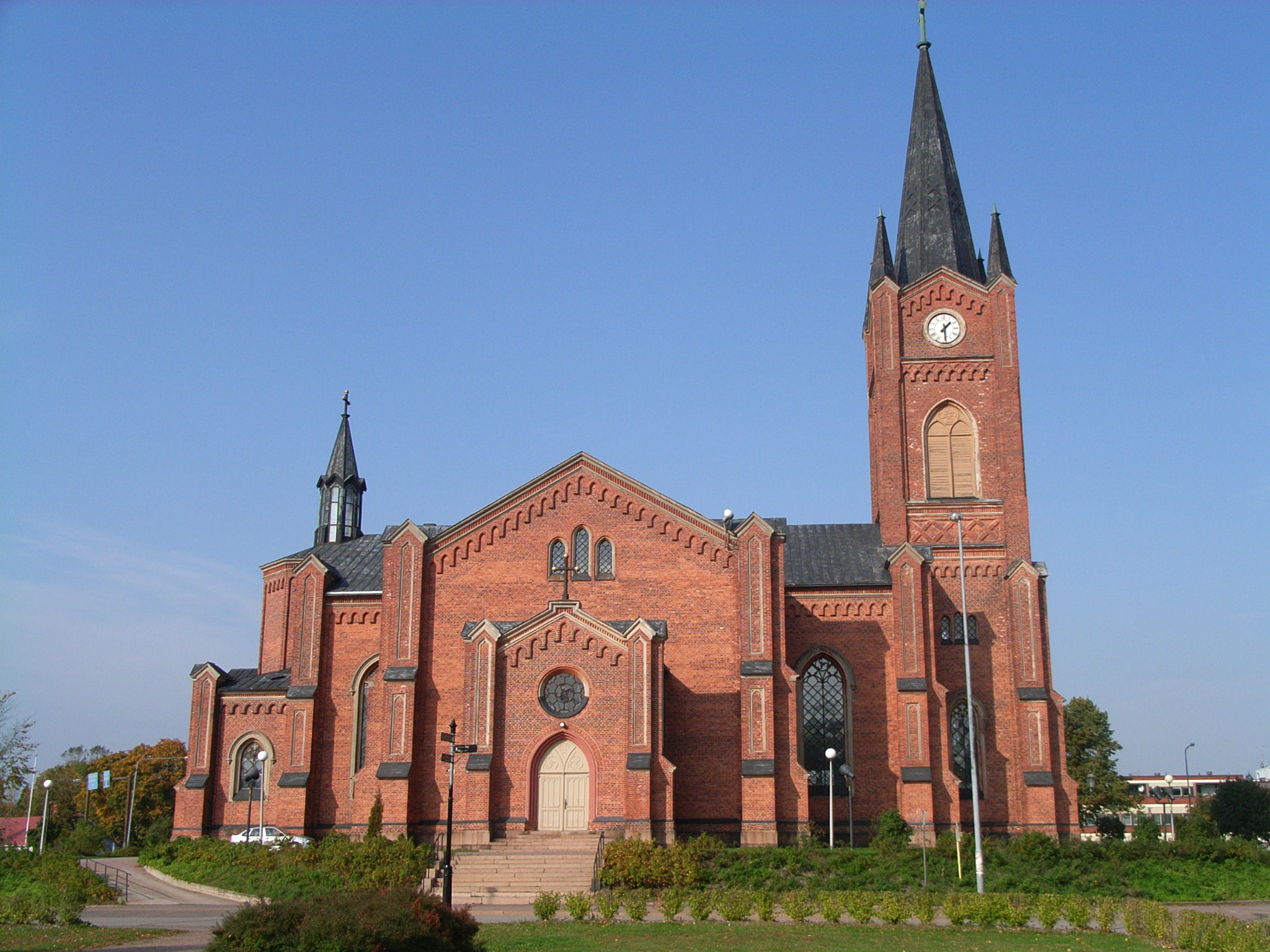
Lovisa kyrka, 1863-65
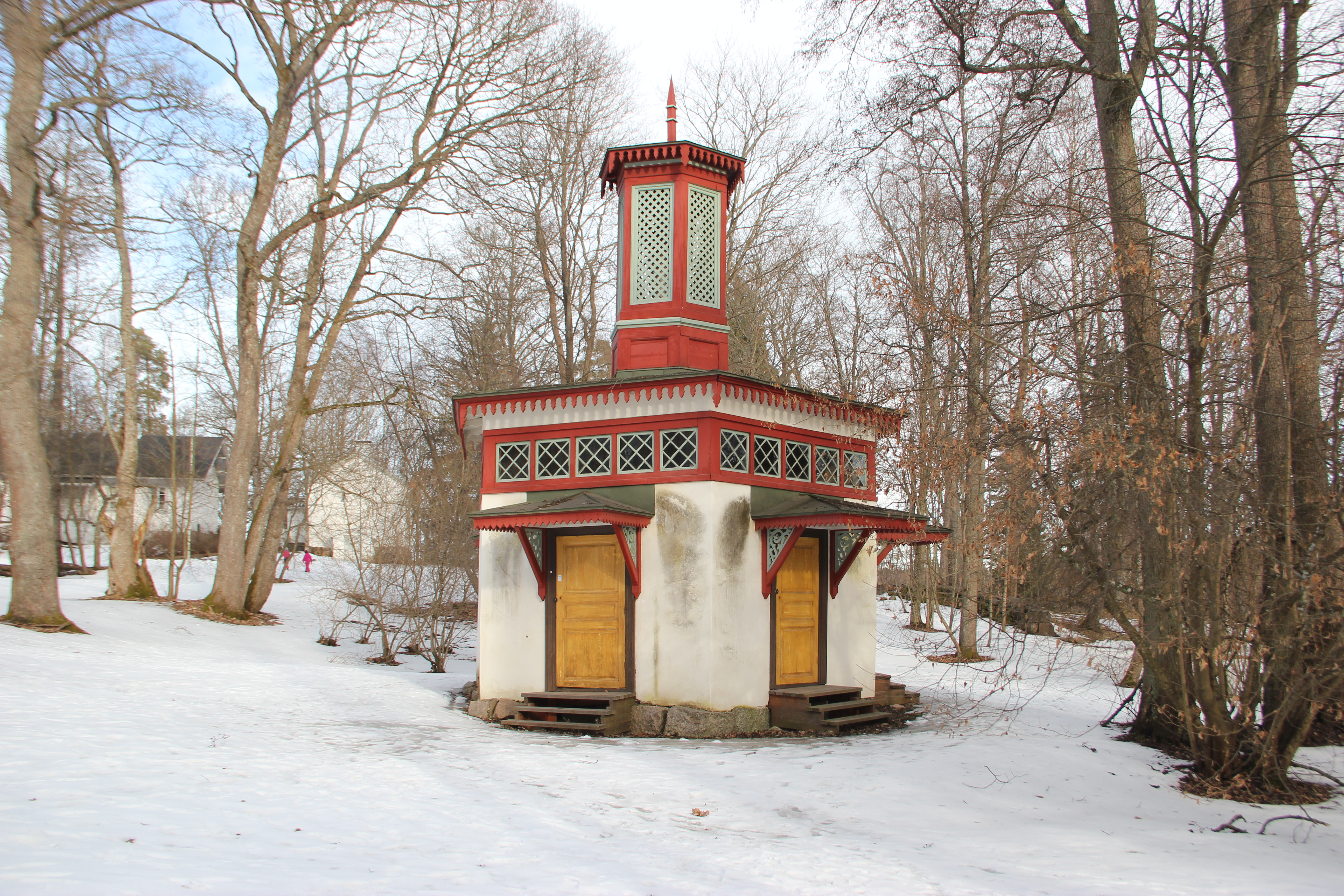
Kejsarens avträde, 1863